# 등록된 상표 기호
등록 상표 기호(登綠商標記號, registered trademark symbol, ®)은 특정 국가 및 지역에서, 어떤 단어나 문구, 기호가 등록된 상표 또는 서비스 마크 임을 알리기 위해 사용하는 심볼 마크이다. 동그라미 안에 '등록 상표(registered trademark)'를 뜻하는 'R' 문자가 기입된 모양을 띈다.

## 개요
상표 제도를 가진 국가에서는 일반적으로 등록 상표를 사용할 때, 그것이 등록 상표임을 표시할 수 있도록 정해져 있으며, 등록되어 있지 않은 상표에 대해서 등록 상표로 표시하는 것을 금지하고 있다.
미국의 연방 상표법에서는 등록 상표 표시를 하는 것으로 타인이 무단으로 사용할 수 없다는 경고의 의미를 표하게 된다. 표시 자체가 없는 경우도 가능하나, 무단 사용 권리를 침해했을 경우 손해배상 청구가 가능하며, 이때 미리 별도의 방법으로 경고를 취하게 된다. .
등록 상표의 구체적인 표시 방법은 국가별로 다양한 단어 또는 기호가 정해져 있다. 동그라미에 R을 기입한 "등록 상표 기호'는 미국과 영국을 비롯한 많은 국가에서 정해져 있는 대표적인 상표 표시의 하나이다.

## 컴퓨터에서의 사용법
유니코드에서는 'U+00AE ®  REGISTERED SIGN (HTML : & # 174; & reg;) "로 매핑되어 있다.  "등록 상표 기호 ®  '은 모양새가 비슷한 'U+24C7 Ⓡ CIRCLED LATIN CAPITAL LETTER R (enclosed R) '과 별도의 문자로 엄격히 구분되어있다.
"등록 상표 마크 ® 영문 타자기 및 컴퓨터의 ASCII 문자 등에서는 오랫동안 포함되어 있지 않았기 때문에 (R) 또는 (r)로 대체하여 표시가 가능했다. 예를 들어 Python 언어의 상표 사용 방침은 이러한 대체 기호의 사용을 권장하고있다 . 미국에서는 Registered, U.S. Patent and Trademark Office. 미국 특허청 등록) 또는 약칭 표현인 Reg U.S. Pat & TM Off. 이 법적으로 등가물로 간주된다. 영국에서는 RTM 표기가 이에 해당한다.

## 타이핑 방법
- 마이크로소프트 윈도우: Alt+0174 (숫자 패드)
  - US 국제 키 배열 / UK 국제 키 배열 : AltGr+R
- Linux :
  - AltGr+R
  - Compose+O+R
- Mac OS : ⌥ Opt+R
- Emacs : Cx 8 R.
- HTML : & reg; 또는 & #x00AE; 또는 & #174;
- LaTeX : \ textregistered 수식 모드에서 \ textsuperscript {\ textregistered}.

## 부호 위치
| 기호 | Unicode | JIS X 0213 | HTML상              | 명칭                                        |
| ---- | ------- | ---------- | ------------------- | ------------------------------------------- |
| ®    | U+00AE  | 1-9-10     | &reg; &#xAE; &#174; | 등록상표기호 CIRCLED LATIN CAPITAL LETTER R |

## 관련 기호
- 제품 상표 마크 ™ - 제품 상표 (트레이드 마크)
- 역무 상표 마크 ℠ - 역무 상표 (서비스표)
- 저작권 기호 ©  - 저작권
- 음성 녹음 저작권 기호 ℗ - 원판 권리

## 같이 보기
- 포위 문자
- 저작권 표시
- 특허청